# Adolescenți normali
Adolescenți normali (în engleză Normal Adolescent Behavior) este o dramă americană, din anul 2007, fiind scrisă și regizată de Beth Schacter. În cadrul ediției din 2007 a Festivalului de Film de la Tribeca, filmul a făcut parte din selecția oficială.
Filmul spune povestea unui grup de șase adolescenți în care fiecare membru al grupului are voie să întrețină relații sexuale cu oricare membru din grup, dar nu și cu cineva din afara grupului. Acest lucru, cred adolescenți din grup, îi ferește de lumea haotică și lipsită de moralitate a celorlalți adolescenți, dar echilibrul grupului este rupt când o membră, Wendy, se îndrăgostește de noul ei vecin și începe să aibă îndoieli cu privire la valoarea angajamentului pe care se bazează grupul.
Premiera filmului a avut loc în data de 1 septembrie 2007, la Lifetime Television.

## Sinopsis
Wendy, Billie, Ann, Jonah, Price și Robert se cunosc din clasele primare și au rămas nedespărțiți de atunci, formând un grup exclusivist în care nimeni altcineva nu este acceptat. Un loc central în prietenia dintre ei îl ocupă serile de sâmbătă când întrețin relații sexuale, iar la fiecare săptămână schimbă partenerii. Fiecare membru din grup are câteo cutie de amintiri, dar care este folosită după niște reguli: poți să iei sau să pui ceva, dar trebuie să spui de ce și cutia unui membru nu trebuie să fie niciodată goală. Din cauza excentricităților și dezinvolturii lor, cei șase adolescenți formează cel mai controversat grup din liceu.
Cât timp îl așteaptă pe fratele ei, Nathan, Wendy (Amber Tamblyn) îl întâlnește pe Sean (Ashton Holmes), un elev nou, venit din Chicago. Invitat de Nathan, Sean apare în casa lui Wendy, într-o seară de sâmbătă; cei doi se întâlnesc din nou față în față și atracția reciprocă este dezvăluită, dar atunci când Sean încearcă să o sărute pe Wendy, aceasta îl respinge, fiind loială grupului. Sean află mai târziu de grupul din care face parte Wendy. La întâlnirea din acea seară, Billie (Kelli Garner) și Ann îi spun lui Wendy de planul lor ca tot grupul să rămână împreună - vor merge la aceeași universitate, iar apoi își vor cumpăra case alăturate -, dar ea este sceptică cu privire la acest plan.
Wendy începe să aibă o viziune mai realistă în privința grupului, așa că începe să-i cedeze lui Sean; după ce s-au sărutat pentru prima oară, ea nu reușește să ducă la bun sfârșit întâlnirea de sâmbătă seara și se refugiază în brațele lui, cei doi petrecând seara împreună. Apoi încearcă să formeze un cuplu, dar lui Sean îi este greu să accepte ideea ca Wendy să se mai supună regulilor grupului, însă ea, deși îl iubește pe Sean, nu poate să părăsească grupul. Cu cât Wendy este mai mult cu Sean, cu atât se zbate mai mult între devotamentul ei pentru grup și dragostea pentru Sean.
La următoarea întâlnire dintre cei șase adolescenți, Wendy nu poate să-l ”înșele” pe Sean și Billie, furioasă de refuzul ei, o izgonește din grup. Rămași doar ei singuri, Sean și Wendy încearcă să se comporte ca un cuplu normal. Ryan - o fostă membră a grupului -, după ce a aflat că Wendy a ieșit din grup, încearcă să se apropie de ea, dar reacția de răspuns a lui Wendy este lipsită de entuziasm, fiind dezamăgită de servilitatea pe care o afișează Ryan față de iubitul ei, Aaron.
Billie, în calitate de lider al grupului, o confruntă pe Wendy, dar aceasta nu îi cedează. Billie ca să o aducă înapoi în grup vrea să o compromită pe Wendy în fața lui Sean și îi pune cutia de amintiri în dulapul lui Sean. Când acesta vede pozele ce documentează viața sexuală a iubitei lui este scârbit și îi cere să ardă cutia, doar astfel va putea uita de trecutul ei. În absența lui Wendy, grupul se destramă, iar Billie rămâne singură, fapt ce le oferă celorlalți elevi prilejul de a purta urât cu ea. Wendy o consolează pe Billie, lucru ce duce la împăcarea celor două fete și în plus, Billie, după ce a aflat de cererea lui Sean, o convinge pe Wendy să-i arate lui Sean ”latura urâtă” a ei, pentru ca el să știe că este din nou loială grupului. Wendy, îndemnată de Billie, o umilește pe Ryan în fața elevilor, printre care se află și Sean, folosindu-se de trecutul ei. Dar în acest timp Wendy, dezvăluie și multe din secrete grupului - în vacanța de primăvară, Price s-a culcat cu cineva din afara grupului, Jonah și Robert sunt îndrăgostiți unul de celălalt și au dormit împreună timp de trei ani -, realizând că au trăit în falsitate.
În următoarea zi de sâmbătă, fiecare din cei șase adolescenți își petrec ziua într-un mod propriu, Jonah și Robert pierd timpul împreună, Wendy gătește alături de fratele ei, Price și Ann încearcă să socializeze cu ceilalți adolescenți, Sean arde cutia lui Wendy, iar Billie răscolește prin cutia ei de amintiri.

## Titlu alternativ
În scop comercial, New Line Cinema a lansat DVD-ul filmului în Zona 1 cu titlul Normal Adolescent Behavior: Havoc 2, cu toate că între Normal Adolescent Behavior și filmul Havoc nu există nicio legătură. În televizări și în multe lansări de DVD-uri în țări străine (cum ar fi România), titlul a rămas cel original, chiar și în cazul televizărilor după lansarea DVD-ului în Zona 1.
Ca răspuns pentru schimbarea titlului, regizoarea Beth Schacter a șters site-ul promoțional și pagina de MySpace a filmului.

## DVD
În Zona 1, DVD-ul filmului a fost lansat în data de 16 octombrie 2007. Acesta este disponibil și în România, dar pentru că România face parte din Zona 2, a fost lansat sub titlu original, tradus ca Adolescenți normali și cu următoarele elemente speciale: 
- ”Prieteni cu beneficii” - Making-of
- ”Ce este în cutie?” - Profilurile personajelor
- Scene căzute la montaj